# (30478) 2000 OQ37
2000 أو كيو 37 (ويعرف أيضًا باسم (30478) 2000 أو كيو 37 وفق تسمية الكوكب الصغير) (بالإنجليزية: 2000 OQ37)‏ هو كويكب ضمن حزام الكويكبات؛ وترتيبه 30478 من حيث الاكتشاف.
اكتُشف هذا الجُرم الفلكي بواسطة بحث لنكولن عن الكويكبات القريبة من الأرض في 30 يوليو 2000.

## وصلات خارجية
- (30478) 2000 OQ37 في قاعدة بيانات مختبر الدفع النفاث لأجرام النظام الشمسي الصغيرة

- الاكتشاف · مخطط المدار ·  العناصر المدارية · المعلمات المادية

- (30478) 2000 OQ37 على موقع ويكي سكاي: DSS2, SDSS, GALEX, IRAS, Hydrogen α, X-Ray, Astrophoto, Sky Map, Articles and images